# Tümen-Odyn Battögs
Tümen-Odyn Battögs (en mongol: Түмэн-Одын Баттөгс; Mörön, 23 de agosto de 1981) es una deportista mongola que compitió en judo. Ganó una medalla de bronce en los Juegos Asiáticos de 2010 y dos medallas de bronce en el Campeonato Asiático de Judo en los años 2008 y 2009.

## Palmarés internacional
| Juegos Asiáticos    | Juegos Asiáticos     | Juegos Asiáticos  | Juegos Asiáticos |
| Año                 | Lugar                | Medalla           | Categoría        |
| ------------------- | -------------------- | ----------------- | ---------------- |
| 2010                | Cantón (China)       | Medalla de bronce | –57 kg           |
| Campeonato Asiático |                      |                   |                  |
| Año                 | Lugar                | Medalla           | Categoría        |
| 2008                | Jeju (Corea del Sur) | Medalla de bronce | –63 kg           |
| 2009                | Taipéi (Taiwán)      | Medalla de bronce | –57 kg           |